# Seznam mehiških kemikov
Seznam mehiških kemikov.

## D
- Andrés Manuel del Río

## M
- Luis E. Miramontes
- Mario J. Molina

## T
- Reyes Tamez